# Jeff Beck
Geoffrey Arnold "Jeff" Beck (født 24. juni 1944, død 10. januar 2023) var en engelsk guitarist. Hans karriere forløb fra midten af 1960'erne til kort før hans død i januar 2023.

## Karriere
Jeff Beck blev fascineret af den elektriske guitars lyd allerede som 6 årig, og han spillede guitar som teenager, men han blev først for alvor kendt, da han i 1965 afløste Eric Clapton i The Yardbirds. Hans optræden med Yardbirds varede i kun 20 måneder, inden han forlod gruppen, angiveligt grundet problemer med at møde op til shows og sit temperament. Selv har han udtalt, at han ikke brød sig om de interne magtkampe i bandet. "Det var som at stå midt i en orkan hver eneste dag som medlem af The Yardbirds", har han udtalt.
På Becks første album efter bruddet med Yardbirds, Thruth, medvirkede blandt andre Keith Moon, Jimmy Page og John Paul Jones. På dette album findes blandt andre numre Beck's Bolero.
Beck dannede herefter The Jeff Beck Group. Det oprindelige band bestod af Jeff Beck på guitar, Rod Stewart som forsanger, Ron Wood på bas og Aynsley Dunbar på trommer. Dunbar blev kort efter erstattet af Micky Waller. Den kendte studiemusiker, keyboardspilleren Nicky Hopkins kom med i 1968. Med denne bemanding (Beck, Stewart, Wood, og Hopkins), blev der indspillet to LP'er, hvoraf Micky Waller spillede trommer på den først og nytilkomne Tony Newman på den anden.
Efter opløsningen af The Jeff Beck Group indspillede Beck en række albums som soloartist, som en del af andre kortvarige grupperinger og som gæstesolist. Trioen Beck, Bogert & Appice, som spillede hård rock, udgav blot et enkelt album, inden Beck indgik i et samarbejde med Jan Hammer, som varede i en længere årrække. Blow by Blow (1975) og Wired (1976) er blevet beskrevet som hans vigtigste, (for)..."her indgår blues, jazz, hård-rock og melodisk kompositionsmusik op i en højere enhed."
I 1975 turnerede han blandt andet med Mahavishnu Orchestra, hvorefter han opholdt sig i USA i en periode. Han turnerede i begyndelsen af 1980'erne med Clapton, Sting, Phil Collins, Donovan og Bob Geldof. Herefter holdt han en lang pause.
I 1990erne blev Beck igen aktiv på musikscenen, bandt andet ved at medvirke på Jon Bon Jovi's solo debut album "Blaze of Glory " i 1990, hvor han spillede guitarsolo på titelsangen fra filmen Young Guns II. Han medvirkede på guitar med Paul Rodgers fra Free og Bad Company på albummet Muddy Water Blues: A Tribute to Muddy Waters i 1993. Becks næste udgivelse kom i 1999, hvor han for første gang samarbejdede med en kvindelig musiker, Jennifer Batten,
Beck opnåede i år 2000 sin tredje Grammy Award, denne gang for 'Best Rock Instrumental Performance' på "Dirty Mind" fra You Had It Coming (2000). Med sangen "Plan B" fra 2003 udgivelsenJeff, fik han endnu en Grammy Award. Beck stod for opvarmningen til B.B. Kings turne i sommeren 2003 og optrådte også på Eric Claptons Crossroads Guitar Festival i 2004. I 2007 spillede han på samme festival og spillede guitar på Kelly Clarksons cover af Patty Griffins "Up to the Mountain".
Den 16. april 2020 udgav Beck en single, hvor han samarbejdede med Johnny Depp om optagelsen af John Lennons sang "Isolation". Dette var første gang de to samarbejdede om en udgivelse. Han medvirkede ligeledes på to sange fra Ozzy Osbournes album Patient Number 9, som blev udgivet den 24.juni 2022.

## Anerkendelse
Han anses som en af de mest indflydelsesrige guitarister. Han blev optaget i The Rock and Roll Hall of Fame i 2009, præsenteret af Jimmy Page. Beck blev placeret i top 5 i Rolling Stone og flere andre magasiners lister over de bedste guitarister. He was often called a "guitarist's guitarist". Rolling Stone described him as "one of the most influential lead guitarists in rock". Hans mest succesfulde albums (i 1975 and 1976) blev udgivet som solistarbejder, men Beck formåede ikke at udbygge sin kommercielle succes på samme måde som flere af hans samtidige konkurrenter og Bandmedlemmer. Han var desuden kendt for at medvirke på indspilninger med en lang række kendte kunstnere.

## Diskografi

### Studiealbums
- Truth (1968)
- Beck-Ola (1969) by The Jeff Beck Group
- Rough and Ready (1971) by The Jeff Beck Group
- Jeff Beck Group (1972) by The Jeff Beck Group
- Blow by Blow (1975)
- Wired (1976)
- There & Back (1980)
- Flash (1985)
- Jeff Beck's Guitar Shop (1989)
- Who Else! (1999)
- You Had It Coming (2000)
- Jeff (2003)
- Emotion & Commotion (2010)
- Loud Hailer (2016)

### Samarbejder
- Beck, Bogert & Appice (1973) af Beck, Bogert & Appice
- Frankie's House (1992) med Jed Leiber
- Crazy Legs (1993) med the Big Town Playboys
- 18 (2022) med Johnny Depp